# Mitul semiotic
Mitul semiotic este definit de Roland Barthes în lucrarea "Mitologii", o colecție a eseurilor sale apărute între 1954 și 1956, aproape exclusiv în revista "Lettres nouvelles". În eseurile sale, Barthes realizează comentarii semiotice asupra unor discursuri contemporane, al căror obiect capătă caracter mitic prin medierea mass-mediei, a publicității sau a oricărei alte forme de comunicare modernă.

## Definiție
Definiția generală pe care Barthes o dă mitului semiotic modern este: "vorbire, limbaj, discurs, mesaj". Definiția lui Barthes este susținută de etimologia cuvântului, care provine din grecescul mythos și latinescul mithus, traduse cu sensul denotativ de: discurs, cuvânt, poveste, mit.

## Mitul tradițional și mitul semiotic modern
Dacă Mircea Eliade și Claude Lévi-Strauss definesc mitul tradițional prin conținutul său: „Substanța mitului nu se află nici în stil, nici în modalitatea narațiunii, nici în sintaxă, ci în istoria povestită de el”, prin Barthes are loc o mutație fundamentală, important în definirea mitului nemaifiind conținutul, ci modul în care se vorbește despre un obiect. Are loc astfel o mutație dinspre fond spre forma discursivă, ca parte a obsesiei postmoderne pentru forma lucrurilor, discursul: „mitul este un mod de semnificare, o formă”, „mitul nu se definește prin obiectul mesajului său, ci prin felul în care-l spune”  Din acest punct de vedere, mitologia, știința care se ocupă cu studiul miturilor, „face parte din semiologie ca știință formală și, în același timp, din ideologie ca știință istorică: ea studiază idei-în-formă.”

## Structura mitului semiotic
Din punct de vedere semiotic, mitul este un sistem de semnificare care urmează modelul triadic al lingvisticii lui Ferdinand de Saussure: semnificant, semnificat, semn, ai cărui termeni corespondenți în lucrarea lui Barthes sunt: formă, concept și semnificație, ultimul corespunzând mitului, care se încarcă de sens într-un anumit context spațial, temporal, istoric, cultural, politic, social etc.
Mitul definit de Barthes nu se realizează la nivelul denotativ al limbii, al definițiilor de dicționar, al competenței lingvistice, ci la nivelul conotativ al punerii în context a limbii, actualizării sale prin performanță, adică vorbire. Pe baza relațiilor de semnificare între formă și concept, și respectiv denotare între dintre formă și semnificație, cei trei termeni dau naștere unui discurs. Acest discurs are în mod obligatoriu ca punct de pornire un lucru corespunzător formei, care, pus în relație cu un anumit cadru istoric va da naștere mitului. Barthes subliniază importanța contextului istoric în raport cu natura lucrului în sine, pentru apariția mitului: „Veche sau nu, mitologia nu poate avea decât o bază istorică, deoarece mitul este o vorbire aleasă de istorie: el nu apare din «natura» lucrurilor.” Se poate deduce că  orice lucru deține potențialitate mitică și poate ajunge la statutul de mit atunci când devine obiectul vorbirii, i se atribuie o semnificație și astfel ia forma discursului.
Mitul este un sistem semiologic secund deoarece el se formează pe baza existenței unui sistem semiologic primar. Acest sistem semiologic primar poate fi atât limba, cât și alte sisteme și forme de comunicare sincretice: iconic prin fotografie sau film, muzical prin melodii, etc. Semnul de orice natură, rezultatul semiozei de nivel primar dintre un semnificant și un semnificat, așa cum o descrie lingvistul francez Ferdinand de Saussure, se golește de sens și devine limbaj-obiect cu statut de formă la nivelul mitului. Această formă însă nu este semnificantul pur abstract din sistemul primar al lui Saussure, deoarece ea conține latent sensul născut din semioza primară.

### Semnificantul (forma)
Semnificantul (forma) mitului barthian este orice obiect care devine "prada vorbirii mitice".

### Semnificatul (conceptul)
Semnificatul sau conceptul este cel care dă viață mitului, care îl umple de sens și de istorie deoarece el aduce cu sine o anumită perspectivă, tendință în cunoașterea realității. Conceptul în mit prezintă intenția comunicațională, cheia pe baza căreia se descifrează mitul. Acest concept funcționează ca o ideologie, care reprezintă cheia de descifrare și de legimitate a noului sens. Pentru Barthes conceptul nu este nicidecum abstract, el este "plin de o situație". Conceptul lui Barthes este astfel unul istoric, determinat de realitatea socială, politică, culturală, etc. a momentului, ceea ce dă mitului instabilitate, efemeritate.
În vreme ce semnificanții sunt nelimitați, conceptele-semnificat care circulă în societate ca ideologii mistificatoare la scară redusă, sunt limitate. Din acest punct de vedere, mitologia lui Barthes are un punct comun semnificativ cu analiza mitului tradițional pe care o realizează Claude Lévi-Strauss în „Antropologia structurală”. Analiza structurală pe care o realizează antropologul asupra mitului lui Oedip, reconfirmată apoi prin aplicarea pe câteva alte mituri moderne și tradiționale, conduce la descoperirea unei unități structurale repetitive, mitemul, în cadrul aceluiași mit și într-o serie de mituri din culturi și timpuri diferite, aparent distincte. Aceasta descoperire conduce la concluzia că nu se poate face distincția între mitul autentic și variantele sale, ci că toate variațiile discursive intră în alcătuirea mitului deoarece repetă o aceeași unitate de structură. În același fel, mitul lui Barthes își poate asuma un număr infinit de semnificanți, se poate repeta într-un număr infinit de forme, care își apropriază același concept. Astfel, în spatele unei diversități de forme discursive, se ascunde de multe ori același semnificat efemer, una dintre valorile slabe, locale, ale unui anumit grup social sau societate dintr-un anumit timp istoric. Această repetare conceptuală în diverse forme dă naștere mitului, la fel ca în analiza mitului tradițional realizată de Lévi-Strauss.

### Semnificația (mitul)
Semnificația în mit, la fel ca în semiologia lingvistică a lui Ferdinand de Saussure, ia naștere din asocierea termenilor de concept (semnificat) și formă (semnificant). Semnificația ca rezultat al procesului de semioză, este însuși mitul potrivit lui Barthes. Sensul mitului nu va corespunde însă conceptului mitic, deoarece în urma procesului de semioză a avut loc o deformare a sensului lingvistic conținut latent de formă. Însă sensul inițial al formei nu se pierde niciodată total, ceea ce face ca semnificația mitică să nu fie niciodată complet arbitrară, ci să fie întotdeauna parțial motivată printr-o analogie. Acestă analogie este obligatorie („nu există mit fără formă motivată”) și se stabilește între sens și formă potrivit lui Barthes, conferind mitul cu un caracter duplicitar, deoarece motivația provine din reminiscența istorică a semnificantului, deși nu este niciodată totală, ci doar parțială, ceea ce transformă mitul, spre deosebire de limbă, într-un meta-limbaj motivat. O altă trăsătură comună a mitului tradițional și a celui modern din punct de vedere al formei, este definirea atât de catre Barthes a mitului modern cât și de Levi-Strauss a mitului tradițional drept limbaj: „Mitul este limbaj, dar un limbaj care lucrează la un nivel foarte ridicat și la care sensul reușește să decoleze, dacă se poate spune așa, de pe fundamentul lingvistic de pe care a pornit.”
Mitul poate la rândul său să constituie un punct de plecare pentru al treilea lanț semiologic, care dă naștere unui mit artificial, experimental, unui mit de gradul al doilea, această spirală putându-se continua la nesfârșit în ceea ce Barthes numește semioză infinită.